# Ha’penny Bridge
Die Ha’penny Bridge (oder Half Penny Bridge, offiziell Liffey Bridge, irisch Droichead na Leathphingine oder Droichead na Life) ist eine 43 m lange, knapp 3,7 m breite Fußgängerbrücke aus dem Jahr 1816, die im Zentrum der irischen Hauptstadt Dublin den Fluss Liffey überspannt und dabei den Stadtteil Temple Bar mit dem Bachelor’s Walk verbindet. Ihren volkstümlichen Namen erhielt sie aufgrund der früher zu entrichtenden Fußgängermaut; die offizielle, aber im Alltag kaum verwendete Bezeichnung lautet Liffey Bridge. Die Brücke ist eine der meistfotografierten Sehenswürdigkeiten Dublins und gilt vielfach als das Wahrzeichen der Stadt.

## Geschichte

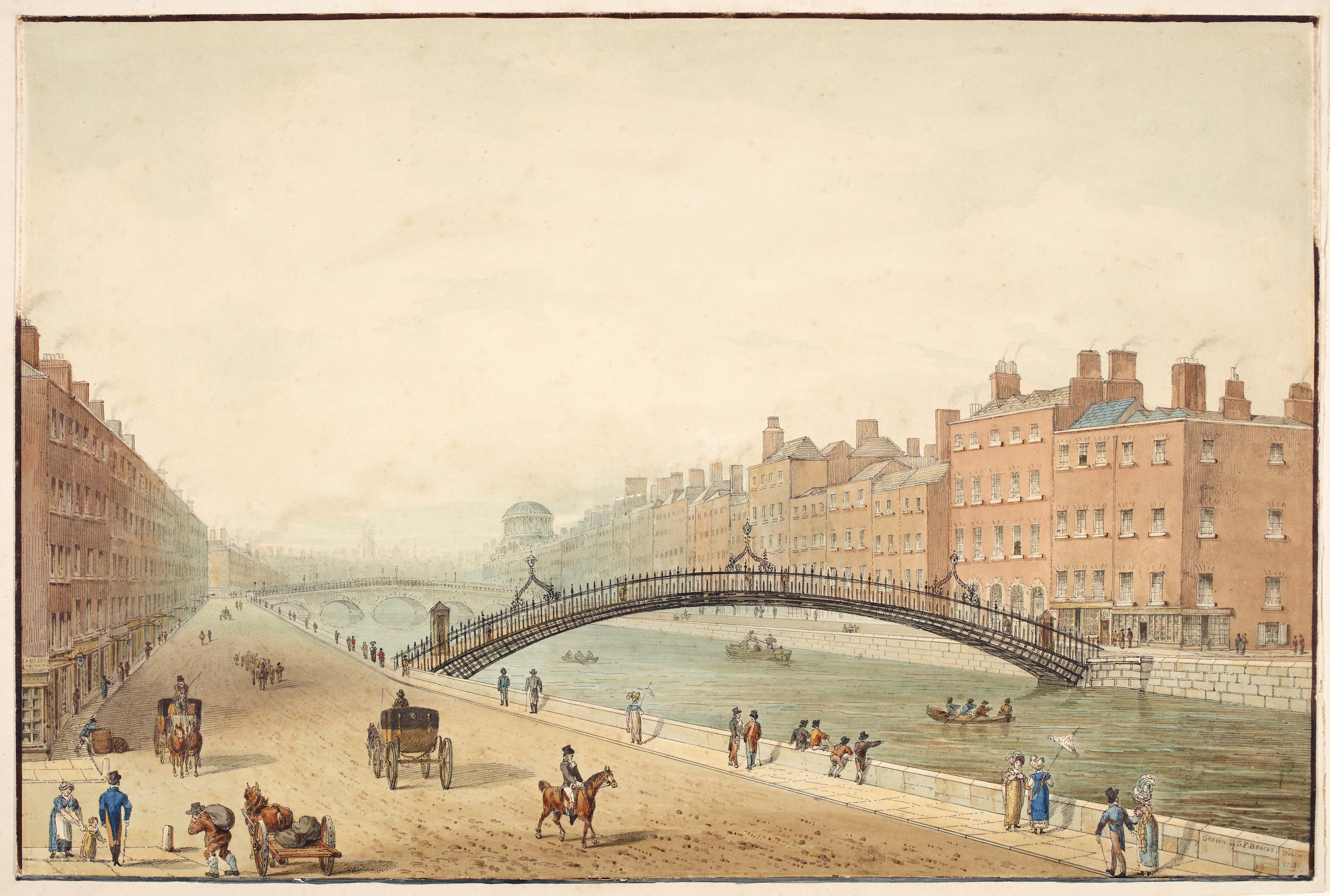
The Ha'Penny Bridge Dublin, Aquarell von Samuel Frederick Brocas (1818)

An der Stelle der heutigen Ha’penny Bridge existierte zuvor eine Fähre. Der Betreiber, ein William Walsh, wurde dazu angehalten, die in schlechtem Zustand befindlichen sieben hier eingesetzten  Fährboote entweder zu erneuern oder sie durch eine Brücke zu ersetzen. Walsh entschied sich für Letzteres und beauftragte den britischen Bautechniker John Windsor und die Colebrookdale Company aus dem englischen Shropshire mit der Errichtung einer Eisenbrücke. Diese Gesellschaft hatte etliche Jahre zuvor in England die heute zum Weltkulturerbe zählende Iron Bridge als erste Brücke der Welt aus Gusseisen konstruiert. Die Brücke in Dublin besteht ebenfalls aus Gusseisen und wurde nach einjähriger Bauzeit im Mai 1816 eröffnet. Sie wurde unter der Auflage errichtet, dass sie – sollte sie innerhalb eines Jahres als störend empfunden werden – wieder abgetragen wird, ohne dass der Stadt daraus Kosten entstehen. Walsh wurde im Gegenzug das Recht eingeräumt, als Ausgleich für die entgangenen Einnahmen aus dem Fährbetrieb einhundert Jahre lang auf der Brücke eine Maut einzuheben. Die Höhe der Maut von ursprünglich einem halben Penny entsprach auch dem Preis für eine Fährenüberfahrt. Zum Passieren der Brücke existierte an jedem Ende ein Drehkreuz, bei dem die Halb-Penny-Münzen einzuwerfen waren. Die Fußgängermaut wurde 1919 abgeschafft.
Von 2001 bis 2003 war die Fußgängerbrücke für umfangreiche Renovierungsarbeiten gesperrt. Die Kosten dafür beliefen sich auf rund 1,6 Mio. Euro. Seit der Neueröffnung zeigt sich die Ha’penny Bridge in auffallender weißer Farbe. Die Brücke respektive die von Harland & Wolff ausgeführten Renovierungsarbeiten wurden 2003 mit dem Europa-Nostra-Preis für wertvolle Erhaltungsarbeit an Kulturgütern ausgezeichnet.
Die Ha’penny Bridge war bis zur Eröffnung der Millennium Bridge im Jahr 2000 die einzige Fußgängerbrücke über die Liffey in Dublin. Im Jahr 2001 passierten täglich rund 27.000 Personen den Fußgängerübergang.

## Namensgebung

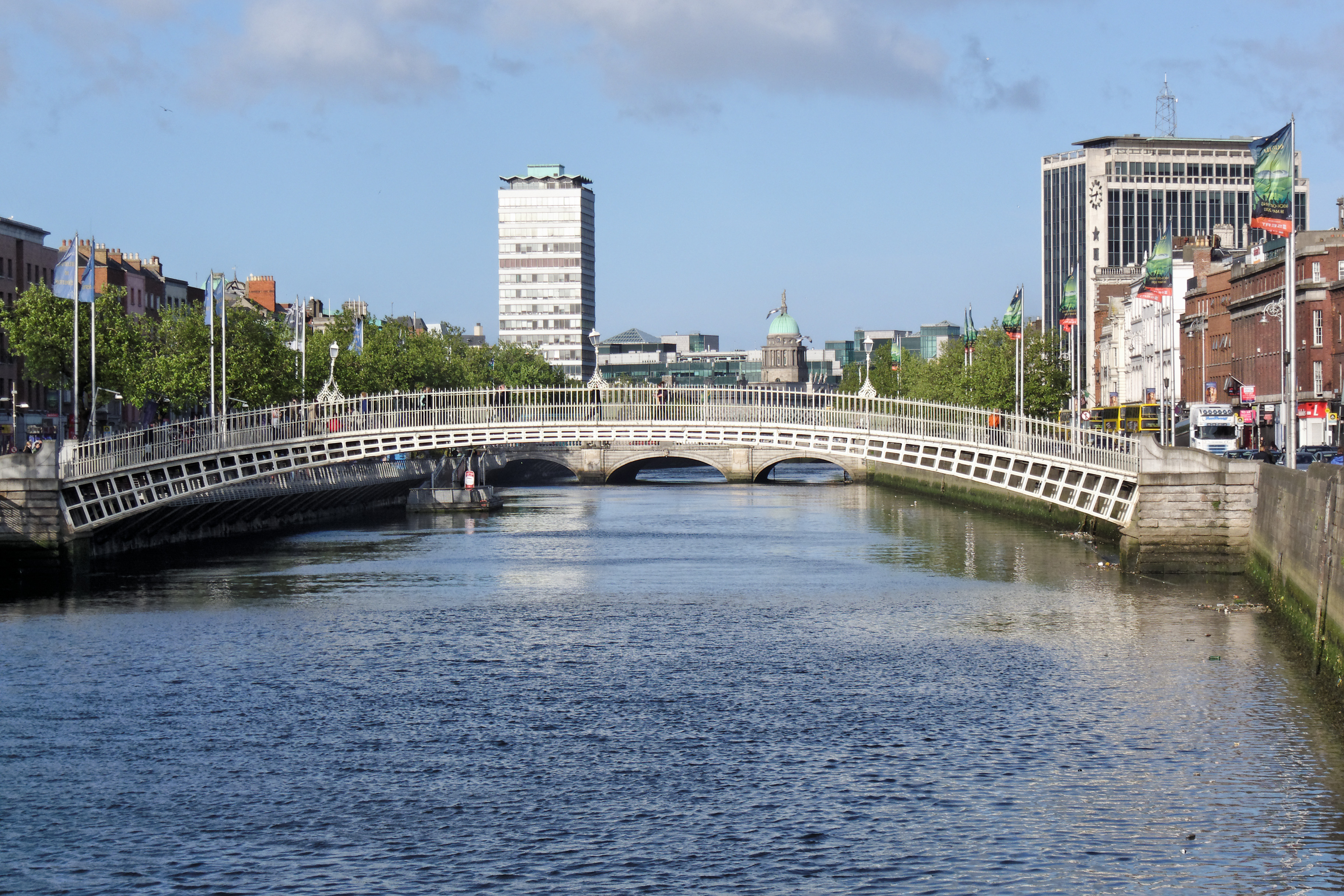
Ha’penny Bridge bei Tag …

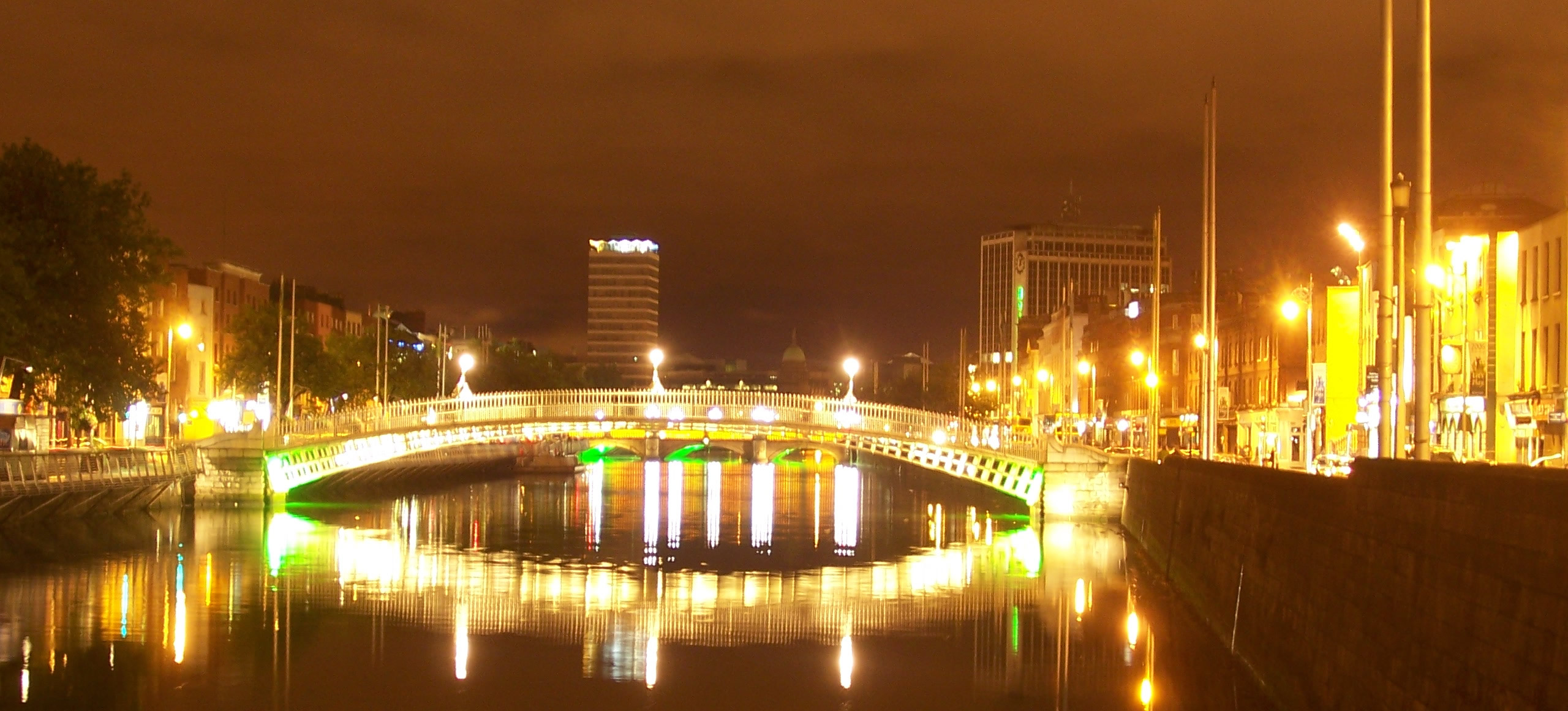
… und bei Nacht

Ursprünglich trug die Brücke den Namen Wellington Bridge, benannt nach Arthur Wellesley, 1. Herzog von Wellington, dem britischen Militärführer und späteren Premierminister, der als Sieger gegen Napoleon in der Schlacht von Waterloo hervorging. Motiv dafür war die Namensgleichheit mit dem bis heute existierenden Wellington Quay – der parallel zum Fluss verlaufenden Straße im Temple-Bar-Viertel, von der die Brücke abgeht. Im Jahr 1923, nach der Erlangung der Unabhängigkeit der Republik Irland von Großbritannien, wurde sie mit der bis heute gültigen, offiziellen Bezeichnung Liffey Bridge (irisch Droichead na Life) bedacht.
Ihr allgegenwärtiger volkstümlicher Name Ha’penny Bridge (irisch Droichead na Leathphingine) entstand schon bald und leitet sich von dem zu entrichtenden Wegezoll von einem halben Penny (halfpenny), später einem und zuletzt eineinhalb Penny her, weshalb die Brücke auch kurzzeitig als Penny Halfpenny Bridge bezeichnet wurde. Einwohner der Stadt vertreten die Ansicht, dass diese volkstümliche Umbenennung auf den Umstand zurückzuführen sei, dass die Dubliner eine Tendenz dazu haben, markante Dinge der Stadt nicht mit dem offiziellen Namen, sondern mit einem pointierten Ausdruck zu bezeichnen. Für diese These sprechen auch weitere Umbenennungen von Dubliner Bauwerken. Jedoch gibt es eine Reihe weiterer Brücken in England, die ebenfalls den Namen Ha’penny Bridge (auch in alternativen Schreibweisen) tragen.
Als weitere Bezeichnungen für die Ha’penny Bridge existieren Triangular Bridge und Metal Bridge. Letzterer Name war nur einige Zeit gängig und erklärt sich aus dem Umstand, dass es sich bei dem Bauwerk um die erste und einzige Brücke aus Metall handelte, zuvor gab es nur Brücken aus Holz und Stein.